# Gonzalo López de Haro
Gonzalo López de Haro, noto anche come El Santo, (prima del 1788 – Puebla, 1823), è stato un esploratore spagnolo.
Effettuò spedizioni nel Pacifico nord-occidentale alla fine del XVIII secolo.

## Biografia
Nel 1790 e nel 1791 fu ufficiale nella spedizione comandata ad Francisco de Eliza. Si pensa che Haro sia stato il primo a scoprire San Juan Islands.
Nel 1821, in seguito alla guerra d'indipendenza del Messico, Haro fu incarcerato a Puebla, in Messico. Morì a Puebla nel 1823.
Lo stretto di Haro e l'isola di Lopez prendono da lui il nome.